# Jürgen Bähringer
Jürgen Bähringer (ur. 19 sierpnia 1950 w Greiz) – piłkarz niemiecki grający na pozycji napastnika. W swojej karierze rozegrał 1 mecz w reprezentacji Niemieckiej Republiki Demokratycznej.

## Kariera klubowa
Swoją karierę piłkarską Bähringer rozpoczął w klubie Fortschritt Greiz. Zadebiutował w nim w 1968 roku. W 1971 roku przeszedł do Motoru Werdau i występował w nim do 1973 roku. W 1973 roku został zawodnikiem FC Karl-Marx-Stadt. W nim występował przez 16 sezonów, do końca swojej kariery. Skończył ją w 1989 roku w wieku 39 lat.

## Kariera reprezentacyjna
W reprezentacji Niemieckiej Republiki Demokratycznej Bähringer zadebiutował 7 maja 1980 roku w zremisowanym 2:2 towarzyskim meczu ze Związkiem Radzieckim, rozegranym w Rostocku. Był to jego jedyny mecz w kadrze narodowej. W 1980 roku zdobył srebrny medal na Igrzyskach Olimpijskich w Moskwie.